# Podlipnik
Podlipnik (en serbe cyrillique : Подлипник) est un village de Bosnie-Herzégovine. Il est situé dans la municipalité d'Ilijaš, dans le canton de Sarajevo et dans la fédération de Bosnie-et-Herzégovine. Selon les premiers résultats du recensement bosnien de 2013, il abrite une population inférieure ou égale à 10 habitants.

## Démographie

### Évolution historique de la population
| 1948 | 1953 | 1961 | 1971 | 1981 | 1991 | 2013 |
| ---- | ---- | ---- | ---- | ---- | ---- | ---- |
| -    | -    | 26   | 39   | 18   | 14   | ≤ 10 |

|  |

### Communauté locale
En 1991, la communauté locale de Podlipnik comptait 614 habitants, répartis de la manière suivante :